# Harry Frank
Harry Frank, född 12 mars 1943 i Boden, är en svensk elkraftstekniker och teknikforskare. 
Harry Frank är son till en officer. Han utbildade sig svagströmsteknik på Chalmers tekniska högskola i Göteborg med examen 1969. Han anställdes därefter vid Asea i Västerås, där han sedermera blev forskningschef för ABB Corporate Research, och har framför allt tagit fram produkter för vindkraft och andra former av elkraft- och energisystem.
Han är ledamot av Energiutskottet vid Kungliga Vetenskapsakademien. Han var tidigare adjungerad professor i innovationsteknik med inriktning mot elkraft- och energisystem vid Mälardalens högskola, där han grundade Robotdalen.
Frank blev ledamot av Vetenskapsakademien 1999, där han varit ordförande för Klassen för tekniska vetenskaper. Han tilldelades Polhemspriset 1990 och promoverades 2001 till hedersdoktor vid Chalmers tekniska högskola.